# 마녀와 루크
《마녀와 루크》(영어: The Witches)는 영국과 미국에서 제작된 니컬러스 로그 감독의 1990년 가족 다크 판타지 모험 코미디 공포 영화이다. 로알드 달이 1983년에 펴낸 동명 아동 문학이 원작이다. 앤젤리카 휴스턴 등이 출연하였고, 마크 시버스 등이 제작에 참여하였다.
이 영화는 총괄 제작을 맡은 짐 헨슨이 참여한 마지막 프로젝트이며, 그의 짐 헨슨 프로덕션스가 공동 제작하고 짐 헨슨스 크리처 숍에서 마녀들의 보철과 애니머트로닉스 쥐를 디자인하였다.

## 출연진
- 앤젤리카 휴스턴
- 마이 세텔링
- 제이슨 피셔
- 로언 앳킨슨
- 빌 패터슨
- 브렌다 블레신
- 제인 호럭스
- 짐 카터
- 빈센트 마젤로

## 기타 제작진
- 라인 제작: 더스티 사이먼즈
- 미술: 앤드루 샌더스
- 의상: 마릿 앨런

## 같이 보기
- 마녀를 잡아라 (영화)